# Abemaエンタメサンデー
『Abemaエンタメサンデー』（アベマエンタメサンデー）は、インターネットテレビ局AbemaTV内AbemaNewsにて2016年7月17日から2017年6月25日まで配信されたエンターテインメント情報番組。毎週日曜日、14:00～15:20配信（2016年10月9日までは15:00終了）。タイトルロゴ表記は「AbemaエンタメSUNDAY」。

## 概要
1週間に起きた芸能ニュース、エンターテイメント情報をまとめて届ける番組としてスタート。つまみ枝豆と江口ともみが結婚20年目にして、初めて夫婦そろってMCを務めた。
1週間のコンサートライブ、出版、演劇、お笑いなどエンタメ系情報を発信し、政治・社会ニュースやゴシップ情報はほとんど扱わない。
テレビ朝日六本木本社敷地内のガラス張りスタジオ「EXけやき坂スタジオ」から生配信し、人気アーティストが週替わりでゲスト出演しミニライブを行っていたため、観覧者の入場規制も行われたこともある。番組スタート時はカメラ向って左側からリポーター、MC、ゲスト席の並びだったが、中期から逆の並びになり、観覧側正面にゲスト席が来るように配置された。これに伴いセットも一部変わっている。一貫して番組イメージカラーはピンク。

## 出演者

### MC
- つまみ枝豆
  - 江口からは“とおちゃん”。情報番組MCは初担当。必ず帽子を着用し、打ち合わせをせず番組に臨んでいる。Leadの父を自称し、番組終了後もゲストに駆けつけている[3]。
- 江口ともみ
  - 進行担当。ニュースを読むアナウンサー業務も行う。

### リポーター
- 山崎寛代
  - 芸能レポーター。

### 月末レギュラーゲスト
- Lead（谷内伸也、古屋敬多、鍵本輝）
  - ライブ出演のほか、コメンテーター、レポーターの役割も兼任。毎月最終週[4]のほか、番組初回も出演。10月はスケジュールの都合上出演がなく、11月第1週に繰り下げられた。同じく12月は第2週に出演。このほかお笑い芸人、スポーツ紙芸能記者など毎週6名ほどがゲスト出演。

### その他
- ラッシャー板前
  - 枝豆不在時の代打MC。
- 長谷川まさ子
  - 不定期出演。山崎不在時のほか、重要芸能ニュースがあった際にも出演。

## おもなコーナー
- SUNDAYチョイス
  - 週末の芸能情報をダイジェスト的にまとめて伝えるコーナー。テレビ朝日の映像素材のほか、その日の各紙朝刊からも伝える。ニュース読みは江口が担当。
- ウィークリーエンタメチョイス
  - 1週間の情報をダイジェストで伝える。
- SHOWバズ
  - コンサート、演劇など「SHOW」情報から話題をピックアップ。ゲストを呼び生ライブにつなげることが多い。

## スタッフ
- ナレーター：根岸朗、水沢史絵
- 構成：山崎康生
- 技術：吉田純也
- 技術チーフ：田部鉄平
- 音効：中平隼人
- CG：村澤ちひろ　伊藤茜　松田鋼樹
- 美術：近藤千春
- TK：島田真見→久保田春記
- CAM：藤原朋巳、砂田大樹、椿木真弥、穴沢康至
- 中継：田中敏和、川井田茂美、笹谷孝司
- 美術進行：テレビ朝日クリエイト
- ヘアメイク：川口カツラ店
- アシスタントディレクター：奥山勇気、鈴木富美子、緑川裕喜、沼尻拓人、横山純子
- ディレクター：石橋成哲、井上義徳、宮崎貴久、高橋祐希、宮崎豊久、長谷川雅一、増田祐樹、吉川誉秀、野間夕里、七海紗笑
- チーフディレクター：五十嵐優
- アシスタントプロデューサー：浦田幸毅
- プロデューサー：小林久晃、奥山明宏（テレビ朝日）
- 制作協力：ViViA